# Willem Hofhuizen
Wilhelmus Johannes Maria « Willem » Hofhuizen (né le 27 juillet 1915 à Amsterdam – mort le 23 décembre 1986 à Maastricht) est un peintre et sculpteur expressionniste néerlandais.

## Études
Il effectue des études à l'Académie royale des beaux-arts d'Amsterdam avec pour professeurs Johannes Hendricus Jurres (nl) et Heinrich Campendonk. 
Il voyage en Égypte, en Italie, en Espagne, au Portugal et en France où il passe environ un an à Paris.

## Œuvres

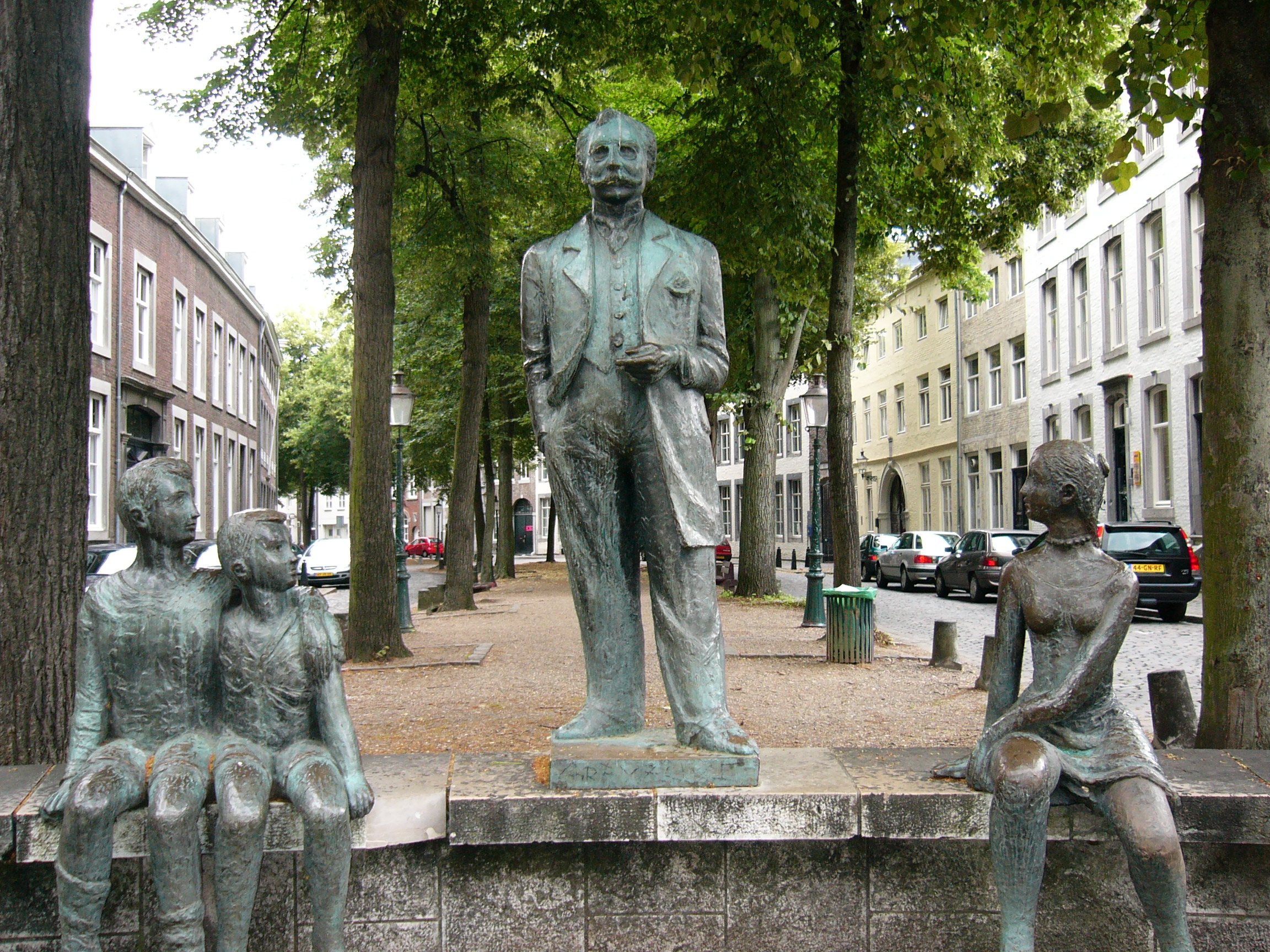
Statue d'Alphonse Olterdissen par Willem Hofhuizen, Grote Looiersstraat, Maastricht.

Il est l'auteur des collections Levensvreugde (Joie de vivre) et Olterdissens werk (œuvre d'Olterdissen). Son œuvre complète comprend des peintures à l'huile, des gouaches, des tempera, des dessins, des illustrations de livres (dont Les Dominos de Pierre Kemp (nl), des décorations de vitraux (Église catholique romaine de Notre-Dame de l'Assomption à Utrecht), des fresques (Hôtel de ville de Maastricht), des portraits et des sculptures.
Il est surtout connu pour ses peintures désignées par le terme Hofhuizen-vrouwen (femmes de Hofhuizen).